# (10874) Locatelli
(10874) Locatelli est un astéroïde de la ceinture principale.

## Description
(10874) Locatelli est un astéroïde de la ceinture principale. Il fut découvert le 4 octobre 1996 à Kitt Peak par le projet Spacewatch. Il présente une orbite caractérisée par un demi-grand axe de 2,37 UA, une excentricité de 0,20 et une inclinaison de 0,7° par rapport à l'écliptique.

## Compléments